# Harry Furniss
Henry Furniss né le 26 mars 1854 à Wexford (en Irlande) et décédé le 14 janvier 1925 à Londres, était un artiste et un illustrateur, né à Wexford, en Irlande. De père  anglais et de mère Écossaise, Furniss se considère  lui-même comme anglais. Il fit ses études au Wesley College.

## Biographie
Il commence par être employé comme illustrateur à l’Illustrated Sporting and Dramatic News, et quand ce dernier est racheté par le propriétaire du Illustrated London News , il travaille alors naturellement pour ce dernier magazine. Pour eux, il réalise des illustrations d’évènements sociaux tels que la célèbre course d’aviron, The Boat Race, la course hippique de GoodWood et même, le bal costumé annuel de l’asile d’aliénés de Brookwood, tout en exerçant une activité de correspondant spécial, couvrant des aspects moins plaisants de la vie, dans l’Angleterre contemporaine, comme le scandaleux procès de divorce de Lady Colin Campbell. L'extrait suivant de son autobiographie donne raisonnablement à penser que ses illustrations ne devraient pas toujours être regardées comme étant produites par un témoin des évènements dépeints.

Un bateau de la course, par exemple, est très semblable à un autre. Il y a quelques années j'ai exécuté une série de croquis panoramiques de la Course de l'Université du début à la fin, et comme ils étaient réclamés de toute urgence, les dessins devaient être envoyés le jour même. Tôt le matin, avant le petit-déjeuner, je me suis retrouvé à Putney, puis j'ai galéré jusqu'à Mortlake, prenant note des différents points sur la route — couleur locale à travers un brouillard. Arrivé à la maison avant que les Londoniens n'aient commencé à entrer en scène, j'étais au travail, et les dessins — moins les bateaux — ont été envoyés en peu de temps après les nouvelles de la course.

Quelques années plus tard Furniss passe au The Graphic. Dans un premier temps, il écrit et illustre une série de suppléments intitulés "la Vie dans le Parlement". Il note que "dès lors, il serait difficile de nommer un seul article illustré avec lequel je n'ai pas, à un moment donné ou un autre, été connecté".

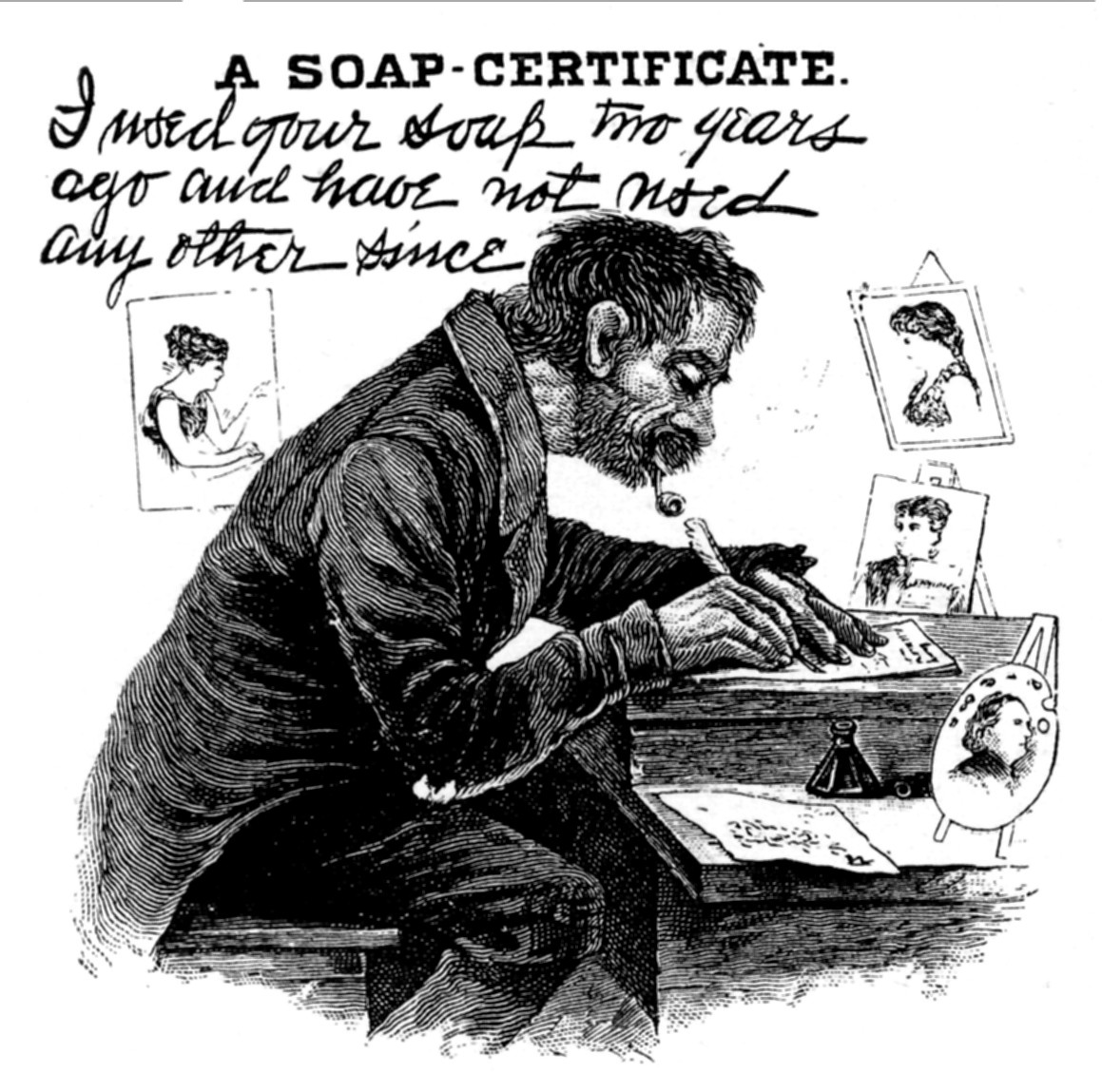
"I used your soap two years ago and have not used any other since" ("J'ai utilisé votre savon, il y a deux ans et plus aucun autre depuis"), un dessin satirique de Furniss, parodiant les réclames de Thomas J. Barratt's pour Pears soap

Ses plus célèbres travaux humoristiques ont été publiés dans Punch, pour lequel il a commencé à travailler en 1880. Il y contribue au travers de plus 2600 dessins. Il quitte le Punch, en 1894, lorsque les propriétaires découvrent qu'il a vendu une de ses illustrations "Punch" à Pears Soap pour être utilisée dans une campagne publicitaire.
Il illustre le roman Sylvie et Bruno de Lewis Carroll, en 1889, et Sylvie and Bruno Concluded en 1893. Carroll et Furniss ont parfois produit à la fois des images et du texte simultanément. Carroll a exercé une telle pression pour contrôler le travail d'illustration de Furniss que ce dernier faisait semblant d'être absent quand Carroll le faisait demander à son domicile. Après avoir achevé Sylvie and Bruno Concluded, Furniss se promit de ne plus jamais travailler pour cet auteur.
En 1890, il illustre le volume consacré au golf de la Badminton Library.
Il quitte le Punch et publie son propre magazine humoristique Lika Joko. Mais il fait faillite et émigre aux États-Unis, où il travaille en tant que scénariste et acteur dans l’industrie naissante du cinématographe. C'est là, qu'en 1914, il lance le premier dessin animé de Thomas Edison.
Son autobiographie en deux volumes, intitulé The Confessions of a Caricaturist (Les Confessions d'un Caricaturiste) est publiée en 1902, et un autre volume de souvenirs personnels et d'anecdotes, Harry Furniss At Home (Harry Furniss À la Maison), en 1904.
Furniss a écrit et illustré vingt-neuf livres en son nom propre, y compris Some Victorian Men and Some Victorian Women (Certains Hommes et Femmes de l'époque Victorienne) et illustré trente-quatre œuvres d'autres auteurs, dont les œuvres complètes de Charles Dickens et de William Makepeace Thackeray.
Sur certains projets, comme ses illustrations de la série pour la jeunesse Wallypug de G. E. Farrow, il collabore avec sa fille Dorothy Furniss (1879-1944) comme artiste associé.
En 1877, Furniss épouse Marian Rogers dans le Strand.

## Bibliographie

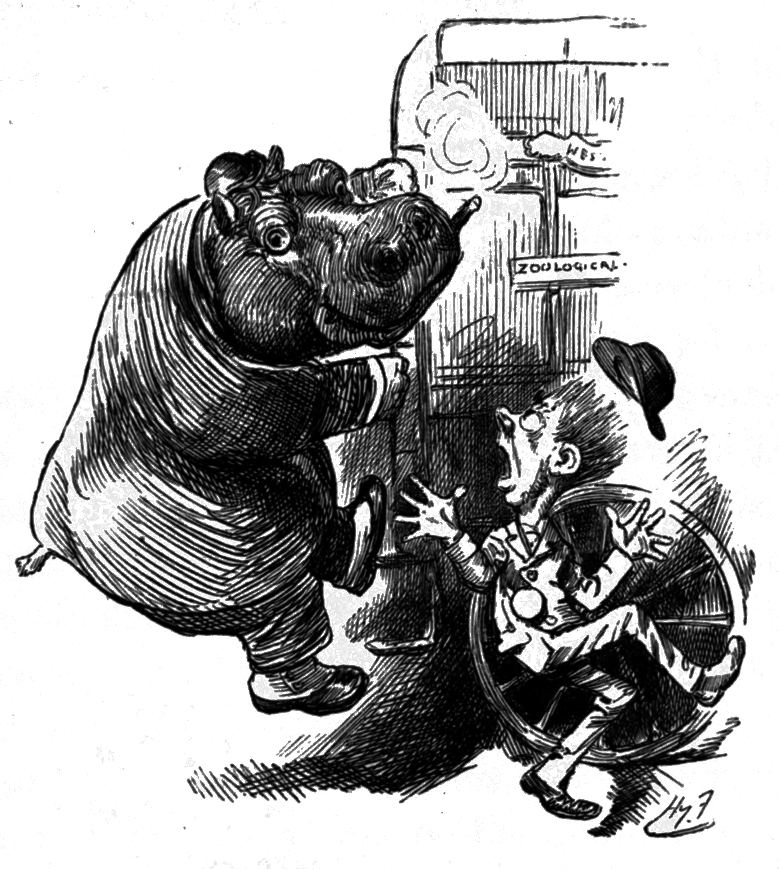
Illustration pour Sylvie et Bruno

### Écrits et illustrations
- Royal Academy, an artistic joke — 1887
- M.P.'s in Session — 1889
- Australian Sketches- Made on Tour — 1899
- The Confessions of a Caricaturist — 1901
- Harry Furniss At Home — 1904
- Some Victorian Women - Good, Bad, and Indifferent — 1923
- Some Victorian Men — 1924
- The Two Pins Club — 1925

### Illustration de romans
- Romps  contes légendés en vers par Horace Lennard, imprimé par Edmund Evans — 1885
- Sylvie and Bruno de Lewis Carroll — 1889
- Brayhard, The Adventures of One Ass and Seven Champions — 1890
- Sylvie and Bruno Concluded de Lewis Carroll — 1893
- The Wallypug of Why de G. E. Farrow; 1895
- Gamble Gold de Judge Edward Abbott Parry — 1907
- Charles Dickens Library de Charles Dickens — 1910

## Lectures complémentaires
- Harry Furniss, The confessions of a caricaturist, Unwin, 1901 (lire en ligne)
- Harry Furniss, Harry Furniss at home, T. F. Unwin, 1904 (lire en ligne)